# Ornitosis
La ornitosis es una enfermedad propia de diversos pájaros, especialmente de papagayos, palomas y canarios, pero que puede afectar también al hombre y a otros mamíferos y constituir epidemias de extensión variable.

## Agente causal
El agente causal, como en la psitacosis, es una bacteria filtrable (Chlamydophila psittaci) que posee, entre otras, la característica de ser sensible a las tetraciclinas, a la penicilina y a las sulfamidas.

## Sintomatología
La ornitosis y la psitacosis tienen una sintomatología casi idéntica, aunque la segunda suele presentarse de forma más grave.
El cuadro clínico normalmente presenta un estado tóxicoinfeccioso febril, regenerante al estado tifoideo, y manifestaciones de localización pulmonar. Pueden observarse también formas gripales e inapetentes, asintomáticas, siendo estas últimas igualmente contagiosas; su desarrollo, por lo general, es agudo y en algunos casos se producen insistentes recaídas.